# Münzschatz von Skovsholm

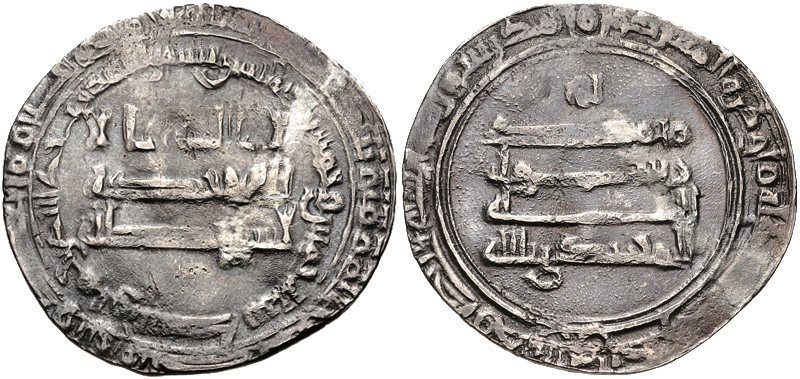
Arabische Silbermünzen (Symbolbild)

Der Münzschatz von Skovsholm wurde 2012 auf  einem Feld in der Nähe von Skovsholm, in Ibsker auf der dänischen Insel Bornholm gefunden.
Seit der Entdeckung durch einen Sondengänger untersuchen Archäologen den Schatz aus 152 arabischen Silbermünzen, Dirham genannt. Die Ausgrabung zeigte, dass er unter dem Boden eines Hauses aus der frühen Wikingerzeit vergraben war. 
Es ist mit etwa 250 Gramm der größte Fund arabischer Münzen aus dem 9. Jahrhundert in Dänemark. Die nach dem Jahr 854 n. Chr. in den Boden gelangten Münzen machen ihn zugleich zum ältesten Fund arabischer Münzen auf Bornholm. Die überwiegende Mehrheit der Münzen wurde vom Pflug beschädigt, zerschnitten oder in Hälften und Viertel zerbrochen gefunden, während 20 Münzen intakt sind. Die Münzen dienten als Zahlungsmittel.
Der mit arabischer Schrift (Kufi) beschriftete Fund ist ungewöhnlich für das schatzfundreiche Bornholm, aber auch für Dänemark.